# プリメーラ・ディビシオン・フェメニーナ (エルサルバドル)
プリメーラ・ディビシオン・フェメニーナ (Primera División Femenina de El Salvador) は、2010年に設立されたエルサルバドルの女子サッカーリーグである。
チームはエルサルバドルサッカー連盟（FESFUT）によって統括されており、12チームによって構成されている。